# Indo-grčko kraljevstvo
Indo-grčko kraljevstvo ili Grčko-indijsko kraljevstvo je bilo helenističko kraljevstvo koje se prostiralo od današnjeg Avganistana, u klasičnim ograničenjima Pandžaba Indijskog potkontinenta (severni Pakistan i severozapadna Indija), tokom poslednja dva veka pre nove ere. Kraljevstvom je vladalo više od trideset kraljeva, često u međusobnom sukobu.
Kraljevstvo je osnovano kada je grčko-baktrijski kralj Demetrije napao potkontinent početkom drugog veka pre nove ere. Grci na Indijskom potkontinentu su na kraju odvojeni od Grko-baktrijaca koncentrisanih u Baktriji (sada granici između Avganistana i Uzbekistana), i Indo-grka u današnjem severozapadnom Indijskom potkontinentu. Najpoznatiji indo-grčki vladar bio je Menander (Milinda). On je imao prestonicu u Sakali u Pandžabu (današnjem Sijalkotu).
Izraz „Indo-grčko kraljevstvo” labavo opisuje niz različitih dinastičkih politika, koje su tradicionalno povezane sa velikim brojem regionalnih prestonica, kao što je Taksila (moderni Pandžab (Pakistan)), Puškalavati i Sagala. Drugi potencijalni centri su samo nagovešteni; na primer, Ptolomejeva Geografija i nomenklatura kasnijih kraljeva sugerišu da je izvesni Teofil na jugu indo-grčke sfere uticaja takođe mogao biti satrapno ili kraljevsko sedište u jednom trenutku.
Tokom dva veka njihove vladavine, indo-grčki kraljevi su kombinovali grčke i indijske jezike i simbole, kao što se vidi na njihovim kovanicama, i mešali grčke i indijske ideje, kao što se vidi u arheološkim ostacima. Rasprostranjenost indo-grčke kulture imala je posledice koje se i danas osećaju, naročito kroz uticaj grčko-budističke umetnosti. Etnička pripadnost Indo-grka je možda u određenoj meri hibridna. Eutidem I bio je, prema Polibiju, Magnezijski Grk. Njegov sin, Demetrijus I, osnivač Indo-grčkog kraljevstva, bio je stoga grčkog etničkog porekla barem po ocu. Dogovor o braku je sklopljen za Demetrija sa kćerkom seleukidskog vladara Antioha III (koji je delom imao persijsko poreklo). Etnička pripadnost kasnijih indo-grčkih vladara je ponekad manje jasna. Na primer, pretpostavlja se da je Artemidoros (80. pne) bio indo-skitskog porekla, iako je to sada sporno.
Nakon smrti Menandera, veći deo njegovog carstva je razbijen i indo-grčki uticaj je znatno smanjen. Mnoga nova kraljevstva i republike istočno od reke Ravi počele su da prave nove kovanice koje prikazuju vojne pobede. Najistaknutiji entiteti koji su se formirali bile su republika Jaudeja, Arjunajanas i Audumbaras. Jaudeja i Arjunajanas su obe tvrdile da su osvojile „pobedu mačem”. U Maturi su ubrzo sledile dinastija Data i dinastija Mitra. Indo-grci su na kraju nestali kao politički entitet oko 10. godine nakon invazije Indo-skita, iako su se enklave grčkih populacija verovatno zadržale tokom nekoliko vekova pod kasnijom vladavinom Indo-partijanaca i Kušana.

## Literatura
- Avari, Burjor (2007). India: The ancient past. A history of the Indian sub-continent from c. 7000 BC to AD 1200. Routledge. ISBN 978-0-415-35616-9.
- Banerjee, Gauranga Nath (1961). Hellenism in ancient India. Delhi: Munshi Ram Manohar Lal. ISBN 978-0-8364-2910-7. OCLC 1837954.
- Bernard, Paul. Harmatta, János, ур. (1994). „The Greek Kingdoms of Central Asia.”. History of civilizations of Central Asia, Volume II. The development of sedentary and nomadic civilizations: 700 B.C. to A.D. 250. Paris: UNESCO Publishing. стр. 99–129. ISBN 92-3-102846-4., 1994. .
- Boardman, John (1994). The Diffusion of Classical Art in Antiquity. Princeton, New Jersey: Princeton University Press. ISBN 978-0-691-03680-9.
- Bopearachchi, Osmund (1991). Monnaies Gréco-Bactriennes et Indo-Grecques, Catalogue Raisonné (на језику: French). Bibliothèque Nationale de France. ISBN 978-2-7177-1825-6.
- Bopearachchi, Osmund (1998). SNG 9. New York: American Numismatic Society. ISBN 978-0-89722-273-0.
- Bopearachchi, Osmund (2003). De l'Indus à l'Oxus, Archéologie de l'Asie Centrale (на језику: French). Lattes: Association imago-musée de Lattes. ISBN 978-2-9516679-2-1.
- Bopearachchi, Osmund (1993). Indo-Greek, Indo-Scythian and Indo-Parthian coins in the Smithsonian Institution. Washington: National Numismatic Collection, Smithsonian Institution. OCLC 36240864.
- Bussagli, Mario; Tissot, Francine; Béatrice Arnal (1996). L'art du Gandhara (на језику: French). Paris: Librairie générale française. ISBN 978-2-253-13055-0.
- Cambon, Pierre (2007). Afghanistan, les trésors retrouvés (на језику: French). Musée Guimet. ISBN 978-2-7118-5218-5.
- Errington, Elizabeth; Cribb, Joe; Claringbull, Maggie; Ancient India and Iran Trust; Fitzwilliam Museum (1992). The Crossroads of Asia: transformation in image and symbol in the art of ancient Afghanistan and Pakistan. Cambridge: Ancient India and Iran Trust. ISBN 978-0-9518399-1-1.
- Faccenna, Domenico (1980). Butkara I (Swāt, Pakistan) 1956–1962, Volume III 1. Rome: IsMEO (Istituto Italiano Per Il Medio Ed Estremo Oriente).
- Foltz, Richard (2010). Religions of the Silk Road: premodern patterns of globalization. New York: Palgrave Macmillan. ISBN 978-0-230-62125-1.
- Keown, Damien (2003). A Dictionary of Buddhism. New York: Oxford University Press. ISBN 978-0-19-860560-7.
- Lowenstein, Tom (2002). The vision of the Buddha: Buddhism, the path to spiritual enlightenment. London: Duncan Baird. ISBN 978-1-903296-91-2.
- Marshall, Sir John Hubert (2000). The Buddhist art of Gandhara: the story of the early school, its birth, growth, and decline. New Delhi: Munshiram Manoharlal. ISBN 978-81-215-0967-1.
- Marshall, John (1956). Taxila. An illustrated account of archaeological excavations carried out at Taxila (3 volumes). Delhi: Motilal Banarsidass.
- McEvilley, Thomas (2002). The Shape of Ancient Thought. Comparative studies in Greek and Indian Philosophies. Allworth Press and the School of Visual Arts. ISBN 978-1-58115-203-6.
- Mitchiner, John E.; Garga (1986). The Yuga Purana: critically edited, with an English translation and a detailed introduction. Calcutta, India: Asiatic Society. ISBN 978-81-7236-124-2. OCLC 15211914.
- Narain, A.K. (1957). The Indo-Greeks. Oxford: Clarendon Press.
  - reprinted by Oxford, 1962, 1967, 1980; reissued (2003), "revised and supplemented", by B. R. Publishing Corporation, New Delhi.
- Narain, A.K. (1976). The coin types of the Indo-Greeks kings. Chicago, USA: Ares Publishing. ISBN 978-0-89005-109-2.
- Puri, Baij Nath (2000). Buddhism in Central Asia. Delhi: Motilal Banarsidass. ISBN 978-81-208-0372-5.
- Rosenfield, John M. (1967). The Dynastic Arts of the Kushans. Berkeley, California: University of California Press. ISBN 978-81-215-0579-6.
- Salomon, Richard. „The "Avaca" Inscription and the Origin of the Vikrama Era”. 102.
- Seldeslachts, E. (2003). The end of the road for the Indo-Greeks?. (Also available online): Iranica Antica, Vol XXXIX, 2004.
- Senior, R. C. (2006). Indo-Scythian coins and history. Volume IV. Classical Numismatic Group, Inc. ISBN 978-0-9709268-6-9.
- Tarn, W. W. (1938). The Greeks in Bactria and India. Cambridge University Press.
  - Second edition, with addenda and corrigenda, (1951). Reissued, with updating preface by Frank Lee Holt (1985), Ares Press, Chicago.  978-0-89005-524-3.
- Afghanistan, ancien carrefour entre l'est et l'ouest (на језику: French и енглески). Belgium: Brepols. 2005. ISBN 978-2-503-51681-3.
- 東京国立博物館 (Tokyo Kokuritsu Hakubutsukan); 兵庫県立美術館 (Hyogo Kenritsu Bijutsukan) (2003). Alexander the Great: East-West cultural contacts from Greece to Japan. Tokyo: 東京国立博物館 (Tokyo Kokuritsu Hakubutsukan). OCLC 53886263.
- Vassiliades, Demetrios (2000). The Greeks in India – A Survey in Philosophical Understanding. New Delhi: Munshiram Manoharlal Publishers Pvt Limited. ISBN 978-81-215-0921-3.
- Vassiliades, Demetrios (2016). Greeks and Buddhism: An Intercultural Encounter. Athens: Indo-Hellenic Society for Culture and Development. ISBN 978-618-82624-0-9.

## Spoljašnje veze
- -author= -
- -author= -
- -author= -